# Вулиця Родіона Скалецького (Вінниця)
Вулиця Родіона Скалецького — вулиця у Вінниці, названа на честь Родіона Андрійовича Скалецького.
Починається від вулиці Пирогова в районі ринку «Урожай», йде у південно-східному напрямку, перетинає перехрестя з вулицями Зодчих і Князів Коріатовичів, і виходить до Південного Бугу.
На початку XX століття тут росли яблука, груші, сливи, а Свердловський масив носив назву Садки. Вулиця Скалецького була Ольгінською, на честь представниці династії Романових.
Багато разів змінювала свою назву. В 1910 році це була вулиця Ольгінська . З приходом радянської влади у 1921 році вулиця отримала нове, знову ж таки, жіноче ім'я — Клари Цеткін. Під час звільнення Вінниці від більшовиків під час Радянсько-німецької війни вулиця була названа на честь письменниці Марко Вовчок (Марії Вілінської). У 1944 до вулиці повернулася її стара назва — Клари Цеткін. У 1994, вже після здобуття Україною незалежності, вулиці дали більш патріотичну назву — Родіона Скалецького.